# Karl af Baden
Storhertug Karl af Baden (tysk: Großherzog Karl von Baden; 8. juni 1786 – 8. december 1818) var storhertug af Storhertugdømmet Baden fra 1811 til sin død i 1818.
Han var ældste overlevende søn af Arveprins Karl Ludvig af Baden. Da hans fader døde allerede i 1801, blev det Karl, der efterfulgte sin bedstefader Karl Frederik som storhertug i 1811.

## Biografi
Karl blev født den 8. juni 1786 i Karlsruhe som anden (men ældste overlevende) søn af Arveprins Karl Ludvig af Baden og Amalie af Hessen-Darmstadt, datter af Landgreve Ludvig 9. af Hessen-Darmstadt.
Da Karls fader døde i 1801, ni år før sin egen fader Markgreve Karl Frederik af Baden, blev det derefter Karl, der blev arveprins.
I forbindelse med opløsningen af det Tysk-romerske rige i 1806 ophøjede Napoleon Markgrevskabet Baden til et storhertugdømme, og Baden fik tildelt så mange nye territorier, at arealet blev femdoblet.
Karl blev storhertug, da hans bedstefader Storhertug Karl Frederik døde den 10. juni 1811.
Storhertug Karl døde den 8. december 1818 i Karlsruhe, kun 32 år gammel. Da hans eneste søn Alexander var død i 1816, blev han efterfulgt som storhertug af sin fars bror Ludvig.

### Ægteskab og børn
Karl giftede sig den 8. april 1806 i Paris med Stéphanie de Beauharnais. Hun var datter af en fætter til Alexandre de Beauharnais og adoptivdatter af Napoleon 1. af Frankrig. De fik fire børn:
1. Louise (1811-1854), gift med Prins Gustav af Wasa og tidligere kronprins af Sverige
2. Josephine (1813-1900), gift med Fyrst Karl Anton af Hohenzollern
3. Alexander (1816-1816)
4. Marie Amalie (1817-1888), gift med William Douglas-Hamilton, 11. Hertug af Hamilton

## Eksterne links
- Wikimedia Commons har flere filer relateret til Karl af Baden

| Karl Huset Zähringen Født: 8. juni 1786 Død: 8. december 1818 |                                 |                          |
| Kongelige og fyrstelige titler                                |                                 |                          |
| Foregående: Karl Frederik                                     | Storhertug af Baden 1811 – 1818 | Efterfølgende: Ludvig 1. |